# Echinocereus ferreirianus
Echinocereus ferreirianus là một loài thực vật có hoa trong họ Cactaceae. Loài này được H.E.Gates mô tả khoa học đầu tiên năm 1953.

## Hình ảnh

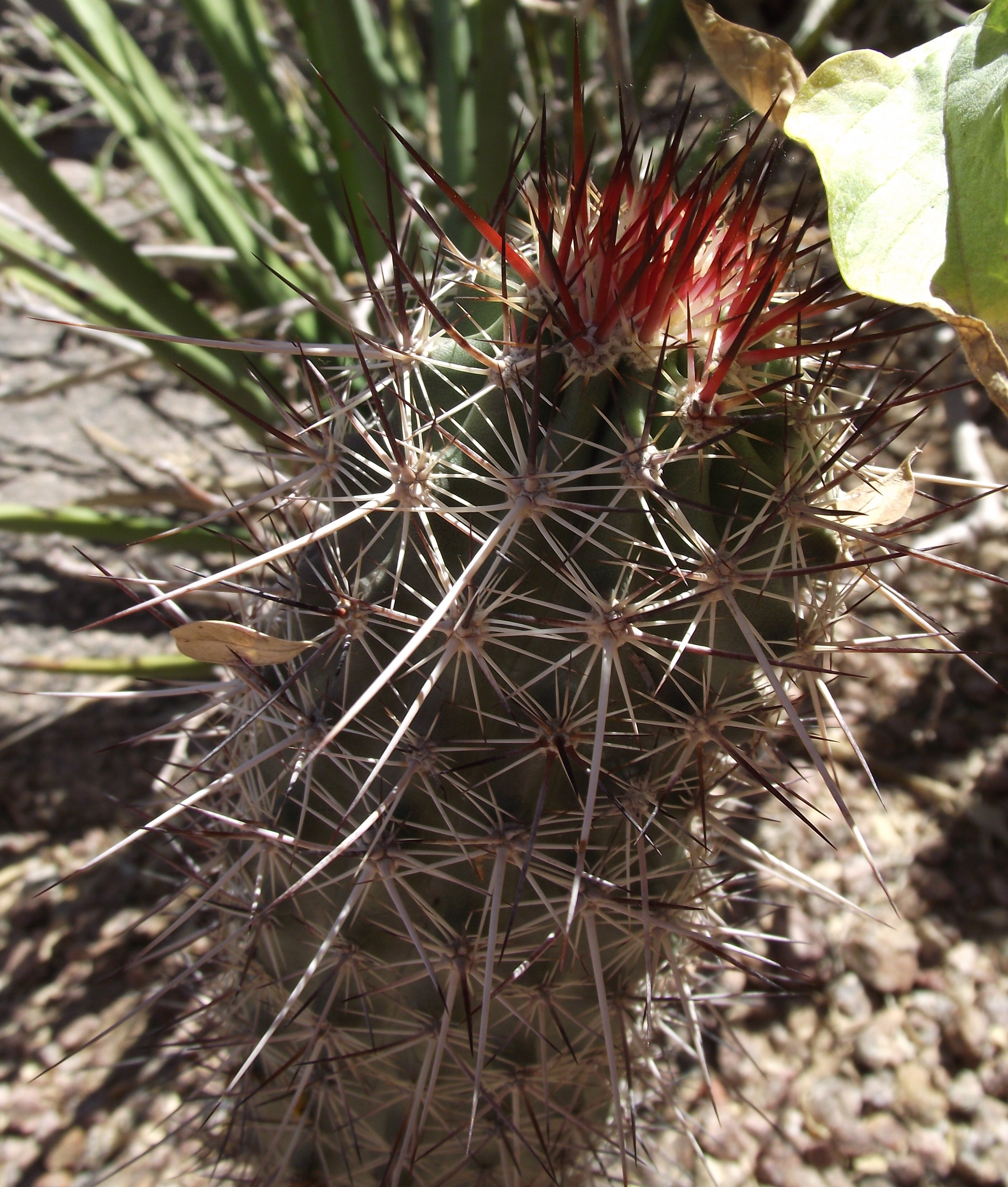